# بخش اله‌آباد
بخش اله‌آباد، یکی از بخش‌های شهرستان زارچ در استان یزد ایران است. مرکز این بخش، روستای اله‌آباد است.

## تقسیمات کشوری
- بخش اله‌آباد
  - دهستان اله‌آباد
  - دهستان دربید

## جمعیت
بر پایه سرشماری عمومی نفوس و مسکن در سال ۱۳۹۵، جمعیت بخش اله‌آباد برابر با ۵٬۹۰۸ نفر بوده‌است.